# АЕС Девіс-Бесс

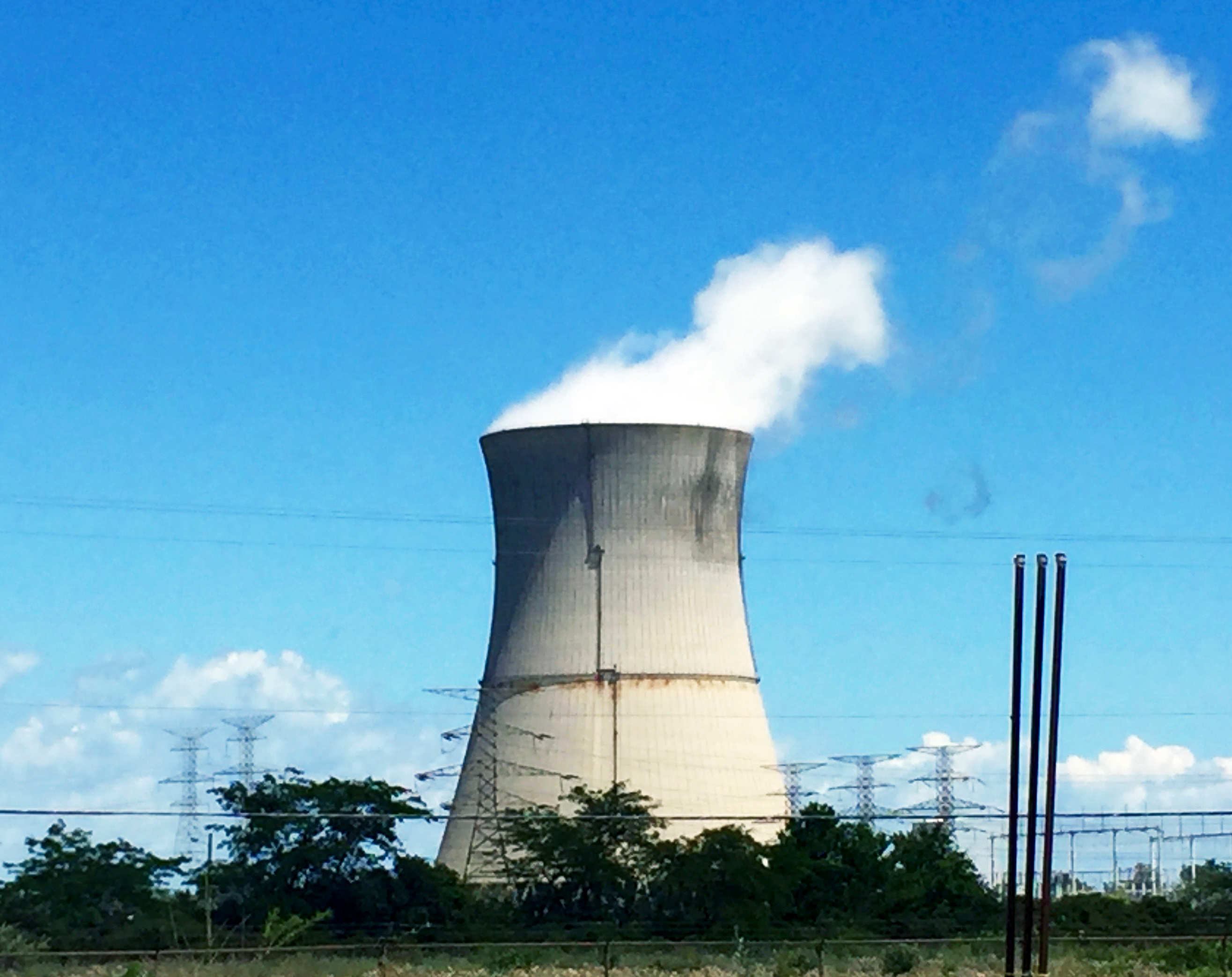
Градирня атомної електростанції Девіс-Бесс у липні 2015 року

AEC «Дейвіс-Бесс» — атомна електростанція потужністю 849 мегават (МВт), розташована на північний схід від Оук-Харбора, штат Огайо, в окрузі Оттава, штат Огайо. Має єдиний реактор з водою під тиском. Davis–Besse управляється Energy Harbor.
Протягом усього періоду роботи станція Davis–Besse стала місцем кількох інцидентів з безпекою, які вплинули на роботу станції. За даними Комісії з ядерного регулювання (NRC), з 1979 року Девіс-Бесс був джерелом двох із п’яти найнебезпечніших ядерних інцидентів у Сполучених Штатах. Найсерйозніший стався в березні 2002 року, коли робітники з технічного обслуговування виявили, що корозія проїла отвір розміром з футбольний м'яч у головці корпусу реактора. NRC залишав Davis–Besse закритим до березня 2004 року, щоб FirstEnergy змогла виконати все необхідне технічне обслуговування для безпечної роботи. NRC наклав на FirstEnergy штраф у розмірі понад 5 мільйонів доларів США, що є найбільшим штрафом за будь-яку історію, за дії, що призвели до корозії. Компанія сплатила додаткові 28 мільйонів доларів у вигляді штрафів згідно з угодою з Міністерством юстиції США (DOJ).

## Блок один

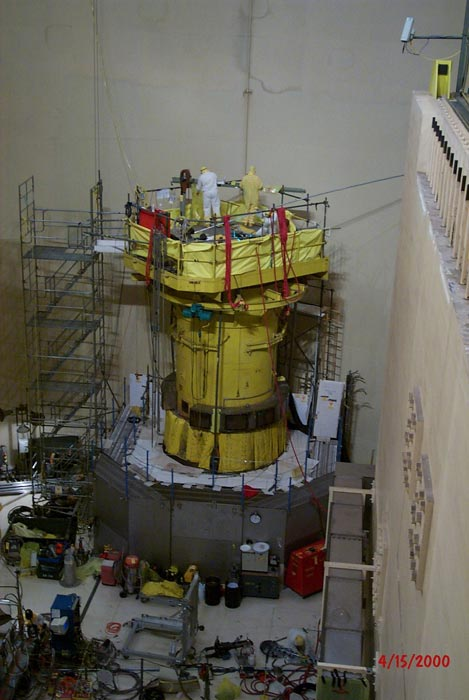
Головка реактора під оглядом

Перший блок – це водно-водяний ядерний реактор потужністю 879 МВт, поставлений компанією Babcock & Wilcox. Реактор був зупинений з 2002 року до початку 2004 року для ремонту та модернізації для безпеки. У 2012 році реактор віддав 7101,700 ГВт-год електроенергії.

## Блок два і три
У 1973 році у Babcock & Wilcox також було замовлено ще два реактори. Однак будівництво енергоблоків 2 і 3 так і не почалося, і ці два блоки були офіційно скасовані в 1981 році.

## Історія інцидентів

### 1977 застряг відкритий пілотний запобіжний клапан
24 вересня 1977 року запобіжний клапан для компресора реактора не закрився, коли реактор, який працював лише на 9% потужності, зупинився через збій у системі живлення.

### 1985 втрата живильної води
9 червня 1985 року відключилися головні живильні насоси, що використовувалися для подачі води в парогенератори реактора. Потім оператор диспетчерської спробував запустити допоміжні (аварійні) насоси живильної води. Обидва насоси спрацювали в умовах перевищення швидкості через помилку оператора. Цей інцидент спочатку був класифікований як «незвичайна подія NRC» (найнижча класифікація, яку використовує NRC), але пізніше було визначено, що його слід було класифікувати як «надзвичайну ситуацію на території об’єкта».

### 1998 торнадо
24 червня 1998 року на станцію обрушився торнадо F2. Було пошкоджено розподільний пункт електростанції та вимкнено доступ до зовнішнього джерела живлення. Реактор станції автоматично зупинився о 8:42 вечора, а тривога (наступний найнижчий із чотирьох рівнів серйозності) була оголошена о 9:18 вечора Аварійні дизель-генератори заводу живили критично важливі системи безпеки об’єкта, доки не вдалося відновити зовнішнє електропостачання.

### 2002 головний отвір реактора

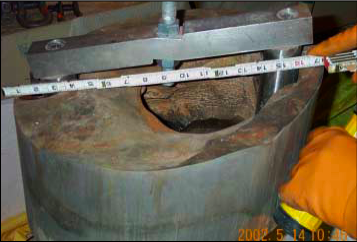
Ерозія товщиною 6 дюймів (150 мм) головки реактора з вуглецевої сталі, викликана постійним витоком борованої води

У березні 2002 року персонал заводу виявив, що борована вода, яка служить теплоносієм реактора, витікла з тріснутих приводних механізмів керуючих стрижнів безпосередньо над реактором і проїлася більш ніж на шість дюймів  (150 мм) напору корпусу реактора з вуглецевої сталі над площею розміром приблизно з футбольний м’яч (див. фото). Ця значна втрата головки реактора залишилася лише на зовнішній частині головки корпусу реактора3⁄8 дюйма (9,5 мм)  покриття з нержавіючої сталі, що стримує високий тиск (~2155 psi, 14,6 МПа) теплоносій реактора. Порушення, швидше за все, призвело б до масштабної аварії через втрату теплоносія , у якому теплоносій реактора потрапив би в захисну оболонку реактора, що призвело б до аварійних процедур безпеки для захисту від пошкодження активної зони або розплавлення. Через місце пошкодження головки реактора такий струмінь теплоносія реактора міг пошкодити сусідні механізми приводу керуючих стрижнів, перешкоджаючи або запобігаючи зупинці реактора. У рамках перевірки системи після аварії були виявлені значні проблеми з безпекою інших критичних компонентів станції, зокрема:
1. резервуар захисної оболонки, який дозволяє рекуперувати теплоносій реактора та повторно вводити його в реактор;
2. інжекторні насоси високого тиску, які б повторно вводили такий регенерований теплоносій реактора;
3. аварійна дизель-генераторна система;
4. повітряні охолоджувачі захисної оболонки, які б відводили тепло від будівлі захисної оболонки;
5. запірна арматура теплоносія реактора; і
6. електрична система розподілу заводу[12].

### Комп'ютерний вірус Slammer Worm 2003 року
У січні 2003 року приватна мережа заводу була заражена ком'ютерним хробаком, що призвело до п'ятигодинної втрати моніторингу безпеки на заводі.

### У 2008 році виявлено витік тритію
NRC і Агентство з охорони навколишнього середовища штату Огайо (Огайо EPA) були повідомлені про витік тритію, випадково виявлений під час непов'язаної пожежної інспекції 22 жовтня 2008 року. За попередніми даними, радіоактивна вода не проникала в ґрунтові води за межі заводу.

### Проблеми із заміною головки реактора 2010 року
Під час планової зупинки на перезаправці у 2010 році ультразвукові дослідження, проведені на соплах механізму приводу керуючих стрижнів, що проникають у запірну головку корпусу реактора, виявили, що два перевірених сопла не відповідають критеріям прийнятності. Згодом дослідники FirstEnergy виявили нові тріщини в 24 із 69 форсунок, включно з однією, достатньою для витоку борної кислоти. Ознаки тріщин вимагали ремонту перед поверненням головки посудини в експлуатацію. Форсунки приводів керуючих стрижнів відремонтовано за технологіями, апробованими на інших атомних установках. Завод відновив роботу в 2010 році. Існуюча головна частина корпусу реактора була запланована на заміну в 2011 році.

### 2011 тріщина в щиті будівлі
У жовтні 2011 року зупинка станції на технічне обслуговування виявила тріщину завдовжки 30 футів у бетонній будівлі щита навколо захисної оболонки.

### 2012 р. Витік ущільнення насоса теплоносія реактора
6 червня 2012 року під час звичайної перевірки системи теплоносія реактора було виявлено витік розпиленої рідини обсягом приблизно 0,1 галона на хвилину зі зварного шва ущільнення насоса теплоносія реактора. Завод розпочав обмежену роботу, і було проведено аналіз першопричини.

### 2015 Закриття витоку пари
9 травня 2015 року через витік пари в будівлю турбіни оператори FirstEnergy оголосили про «незвичайну подію» та зупинили реактор до ремонту. 12 травня після завершення ремонту станцію відновили та синхронізували з місцевою енергомережею.

## Сейсмічний ризик
Відповідно до дослідження NRC, опублікованого в серпні 2010 року, оцінка Комісії з ядерного регулювання щорічного ризику землетрусу, достатнього для того, щоб спричинити пошкодження активної зони реактора в Девіс-Бессе, становила 1 зі 149 254.

## Навколишнє населення
Комісія з ядерного регулювання визначає дві зони планування на випадок надзвичайних ситуацій навколо атомних електростанцій: зону впливу шлейфу радіусом 10 миль (16 км), пов’язаних насамперед з впливом та вдиханням радіоактивного забруднення, що передається повітрям, і зоною шляхів ковтання близько 50 миль (80 км), пов’язаних насамперед із прийомом їжі та рідини, забрудненої радіоактивністю.

## Інформація про енергоблоки
| Енергоблок  | Тип реакторів     | Потужність | Потужність | Початок будівництва | Фізпуск    | Підключення до мережі | Введення в експлуатацію | Закриття |
| Енергоблок  | Тип реакторів     | Чистий     | Брутто     | Початок будівництва | Фізпуск    | Підключення до мережі | Введення в експлуатацію | Закриття |
| ----------- | ----------------- | ---------- | ---------- | ------------------- | ---------- | --------------------- | ----------------------- | -------- |
| Девіс-Бес-1 | PWR, B&W (R-loop) | 894 МВт    | 925 МВт    | 01.09.1970          | 12.08.1977 | 28.08.1977            | 31.07.1978              | -        |